# Trabalho noturno
No Brasil, trabalho noturno é o trabalho desenvolvido entre as 22h de um dia até as 5h do dia seguinte, isso no caso dos trabalhadores urbanos (vigias, porteiros, seguranças, motoristas de transporte público e trabalhadores de fábricas e indústrias). Nas atividades rurais (plantio e colheita), o período é definido pelo trabalho executado entre as 21h de um dia às 5h do dia seguinte. No caso de um trabalhador pecuário, esta jornada compreende o horário das 20h às 4h do dia posterior.
O funcionário é contratado em regime da CLT e recebe um adicional noturno, um acréscimo em seu salário de 20%. Só não tem direito a receber este valor extra quem trabalha em sistema de revezamento semanal ou quinzenal – profissionais, por exemplo, que trabalham à noite por uma semana, em sistema de plantão, alternando com trabalhos durante o dia.
O trabalho noturno é regido pelas leis da Consolidação das Leis do Trabalho (art. 73 da CLT) e por Portarias do Ministério do Trabalho e Previdência.
Qualquer pessoa pode exercer o trabalho noturno, desde que maior de idade. A única exceção são os menores de idade que não podem trabalhar durante esse período noturno e nem em atividades insalubres, independentemente do sexo.
No âmbito internacional, a Organização Internacional do Trabalho (OIT) possui uma convenção internacional específica para disciplinar o trabalho noturno: a Convenção nº 171 da OIT.